# 콰이어보이
《콰이어보이》(영어: The Choirboys)는 미국에서 제작된 로버트 올드리치 감독의 1977년 범죄 코미디 드라마 영화이다. 조지프 웜보의 동명 소설이 원작이다. 찰스 더닝 등이 출연하였고, 머브 애덜슨 등이 제작에 참여하였다. 1977년 12월 23일 유니버설 픽처스에 의해 극장 개봉되었다.

## 출연진
- 찰스 더닝
- 루이스 고싯 주니어
- 페리 킹
- 클라이드 구사쓰
- 스티븐 막트
- 팀 매킨타이어
- 랜디 퀘이드
- 돈 스트라우드
- 제임스 우즈
- 버트 영
- 로버트 웨버
- 짐 데이비스
- 조지 디첸조
- 빅 테이백
- 필리스 데이비스
- 바버라 로즈
- 찰스 헤이드

## 기타 제작진
- 배역: 잭 바워, 바버라 밀러
- 미술: 빌 케니
- 의상: 톰 도슨